# Бур (Лот)
Бур (фр. Bourg) је насељено место у Француској у региону Миди Пирене, у департману Лот.
По подацима из 2011. године у општини је живело 300 становника, а густина насељености је износила 22,81 становника/km².

## Демографија
| 1962. | 1968. | 1975. | 1982. | 1990. | 2011. |
| ----- | ----- | ----- | ----- | ----- | ----- |
| 273   | 228   | 218   | 222   | 229   | 300   |